# Tentative de coup d'État de 2022 en Guinée-Bissau
 (février 2022).
La mise en forme du texte ne suit pas les recommandations de Wikipédia : il faut le « wikifier ».
Les points d'amélioration suivants sont les cas les plus fréquents :
- Les titres sont pré-formatés par le logiciel. Ils ne sont ni en capitales, ni en gras.
- Le texte ne doit pas être écrit en capitales (les noms de famille non plus), ni en gras, ni en italique, ni en « petit »…
- Le gras n'est utilisé que pour surligner le titre de l'article dans l'introduction, une seule fois.
- L'italique est rarement utilisé : mots en langue étrangère, titres d'œuvres, noms de bateaux, etc.
- Les citations ne sont pas en italique mais en corps de texte normal. Elles sont entourées par des guillemets français : « et ».
- Les listes à puces sont à éviter, des paragraphes rédigés étant largement préférés. Les tableaux sont à réserver à la présentation de données structurées (résultats, etc.).
- Les appels de note de bas de page (petits chiffres en exposant, introduits par l'outil «  Source ») sont à placer entre la fin de phrase et le point final[comme ça].
- Les liens internes (vers d'autres articles de Wikipédia) sont à choisir avec parcimonie. Créez des liens vers des articles approfondissant le sujet. Les termes génériques sans rapport avec le sujet sont à éviter, ainsi que les répétitions de liens vers un même terme.
- Les liens externes sont à placer uniquement dans une section « Liens externes », à la fin de l'article. Ces liens sont à choisir avec parcimonie suivant les règles définies. Si un lien sert de source à l'article, son insertion dans le texte est à faire par les notes de bas de page.
- La présentation des références doit suivre les conventions bibliographiques. Il est recommandé d'utiliser les modèles {{Ouvrage}}, {{Chapitre}}, {{Article}}, {{Lien web}} et/ou {{Bibliographie}}. Le mode d'édition visuel peut mettre en forme automatiquement les références.
- Insérer une infobox (cadre d'informations à droite) n'est pas obligatoire pour parachever la mise en page.

Pour une aide détaillée, merci de consulter Aide:Wikification.
Si vous pensez que ces points ont été résolus, vous pouvez retirer ce bandeau et améliorer la mise en forme d'un autre article.
La tentative de coup d'État de 2022 en Guinée-Bissau est une tentative de coup d'État survenue le 1er février 2022,, en Guinée-Bissau. 11 personnes auraient été tuées,.

## Contexte

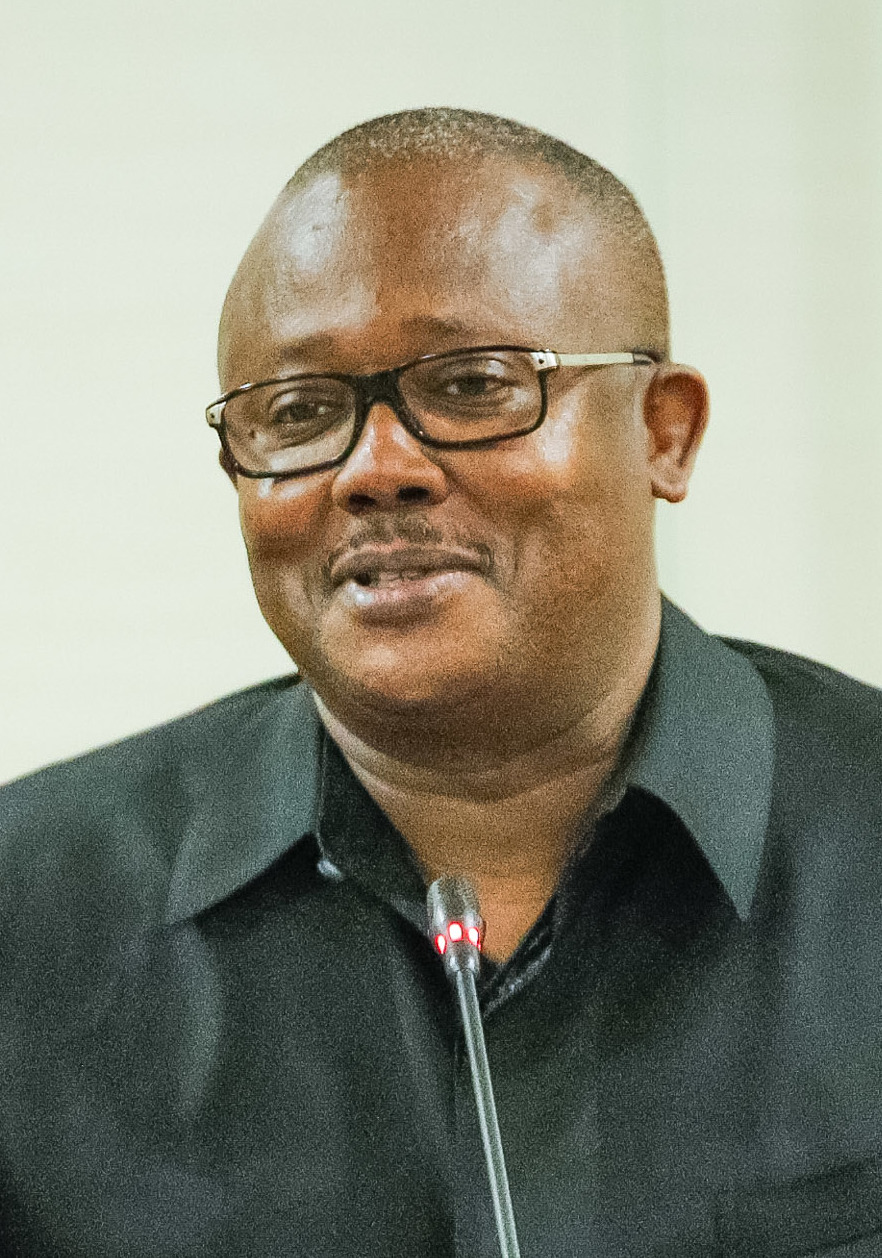
Le président Umaro Sissoco Embaló.

Umaro Sissoco Embaló revendique sa victoire à l'élection présidentielle bissau-guinéenne de 2019 dès le lendemain du scrutin, ce que confirment les résultats officiels. Son rival Domingos Simões Pereira conteste cependant les résultats auprès de la Cour suprême, sans avoir toutefois déposé de réclamation auprès de la Commission nationale électorale (CNE), ce qu'impose la loi électorale.
Sans attendre la décision de la Cour suprême — qui tarde à dénouer la crise politique depuis deux mois —, l’investiture d’Embalo a lieu le 27 février, dans un hôtel en présence d'une partie des députés, alors que la Constitution prévoit une investiture lors d’une session plénière de l’Assemblée nationale. Le Premier ministre sortant Aristides Gomes, dénonce une « tentative de coup d'État ». Celui-ci est limogé le lendemain de l'investiture et Embaló, — qui a pris possession du palais présidentiel —, nomme immédiatement comme Premier ministre Nuno Gomes Nabiam, qui l'avait rallié lors du second tour après avoir été éliminé au premier tour du scrutin.
En réaction, la majorité des députés investissent le président de l'Assemblée nationale, Cipriano Cassamá, comme président de la République par intérim. L'armée prend ensuite le contrôle du siège de la télévision et de la radio, ainsi que du siège du Gouvernement, de l'Assemblée nationale et du Palais de justice qui abrite la Cour suprême. Le 1er mars, Cassamá annonce renoncer à la présidence par intérim, évoquant des menaces de mort. Le 22 avril, Embaló est reconnu par la CEDEAO.
Après de nombreux rebondissements et recours intermédiaires depuis décembre 2019, la décision définitive de la Cour suprême sur le contentieux électoral intervient le 4 septembre 2020. Comme pressenti, le recours du candidat du PAIGC y est écarté car, selon l’arrêt, les irrégularités alléguées n’ont pas fait l’objet, en temps et en lieu, de réclamations selon la procédure légale.
À l'aube de la tentative de putsch, président et Premier ministre sont en désaccord sur le limogeage le 24 janvier du secrétaire d’Etat à l’Ordre public, Albert Malu, sur fond de trafic de cocaïne, dont le pays est une plaque tournante avec l'Amérique latine et l'Europe. Le président envisage ainsi un limogeage du Premier ministre et une dissolution du Parlement,.

## Déroulement
Des hommes armés ont encerclé le palais du gouvernement le 1er février, où le président Umaro Sissoco Embaló et le Premier ministre Nuno Gomes Nabiam se seraient rendus pour assister à une réunion du cabinet. Le radiodiffuseur d'État a rapporté que la fusillade avait endommagé le palais du gouvernement, situé à proximité de l'aéroport, et que des « envahisseurs » retenaient des représentants du gouvernement. Le journaliste d'Al Jazeera Nicolas Haque a déclaré qu'il n'était pas clair si les coups de feu provenaient des gardes présidentiels essayant de protéger le président, ou s'il y avait eu une attaque contre le palais du gouvernement.
Le président a déclaré à l'agence de presse AFP lors d'un appel téléphonique : « Tout va bien » et a ajouté que la situation « était sous contrôle ». Le cabinet a annoncé qu'Embaló parlerait à la nation depuis le palais du gouvernement dans la soirée du 1er février et a invité les journalistes à assister au discours. Plus tôt, le ministre portugais des Affaires étrangères a déclaré qu'Embaló se trouvait à sa résidence officielle, mais il n'était pas clair si l'attaque contre le gouvernement était terminée. « Les dernières informations dont je dispose sont positives étant donné que le président est déjà dans son palais, dans sa résidence officielle… mais nous ne savons toujours pas si l'attaque est terminée », a déclaré Augusto Santos Silva dans une interview accordée à la chaîne de télévision portugaise RTP.

## Réactions
La Communauté économique des États de l'Afrique de l'Ouest (CEDEAO) a appelé à la paix en Guinée-Bissau, alors que des coups de feu ont été entendus autour du palais du gouvernement dans la capitale Bissau. « La CEDEAO condamne la tentative de coup d'État et tient l'armée pour responsable de l'intégrité physique du président Umaro Sissoco Embaló et des membres de son gouvernement », a déclaré la CEDEAO dans un communiqué. « La CEDEAO demande aux militaires de retourner dans leurs casernes et de maintenir une posture républicaine », conclut le communiqué.